# 杭椒牛柳
杭椒牛柳，中国菜中杭帮菜的代表名作。材料主要为牛肉和杭椒等。杭椒是一种微辣的辣椒，菜肴以清香、嫩滑为特點。

## 做法
杭椒牛柳是一道江浙一带出名的家常菜，主料仅有牛肉和杭椒，加上盐、料酒、酱油、蛋清等调味料与辅料。先将杭椒洗净去籽或拍松。牛肉细切成牛柳，放入调味料后拌匀腌制片刻。热油锅后把牛柳倒入锅内快速翻炒至熟捞出。锅内留少量余油，煸爆炒杭椒，再加入滑好的牛柳，勾薄芡入味装盘即可。